# TGR
TGR (Telegiornale Regionale) è un telegiornale regionale trasmesso su Rai 3.
Nato il 15 dicembre 1979 come parte integrante del TG3, nell'agosto 1987 fu scorporato e divenne una testata autonoma con il nome di Rai Regione, che il 21 ottobre 1991 assunse la denominazione attuale. Dall'8 marzo 1999 al giugno 2002 il telegiornale fu nuovamente parte del TG3: sebbene entrambe le testate trasmettano sullo stesso canale, sono strutturalmente ed editorialmente autonome. È considerata la testata giornalistica più grande d'Europa, contando circa 850 giornalisti dislocati su tutto il territorio nazionale.

## Storia

Fotogramma della sigla generica in uso dal 16 dicembre 2019

### Anni '70
Antesignani dei notiziari regionali sono i gazzettini radiofonici introdotti dall'EIAR, come il Gazzettino di Roma e del Lazio, il Gazzettino Padano - l'unico ancora esistente (in pratica è il GR della Lombardia) - il Gazzettino del Piemonte, il Gazzettino di Sicilia, il Gazzettino della Toscana.
Il 15 dicembre 1979, a seguito della riforma della Rai del 1975, cominciarono le trasmissioni della terza rete televisiva del servizio pubblico, ora denominata Rai 3, nonché quelle del TG3, che agli inizi era un notiziario a carattere prevalentemente regionale. La prima edizione del telegiornale veniva trasmessa alle 19:00 e la seconda alle 22:00.

### Anni '80
Nel marzo 1987, in concomitanza con la progressiva trasformazione del TG3 in una testata a carattere nazionale, si decise di dare alla testata regionale una propria autonomia, assumendo il nome Rai Regione e affidandone la direzione a Pier Vincenzo Porcacchia. Nell'agosto 1987 la testata cominciò a mettere in onda i propri notiziari territoriali in questi orari: il GR regionale su Rai Radio 1 intorno alle 7:15 e su Rai Radio 2 intorno alle 12:15 (ciò fino alla riforma di Radio Rai che trasforma Rai Radio 1 in una rete d'informazione all-news con il conseguente trasferimento del notiziario di mezza giornata da Radio 2 a Radio 1), mentre il TG Regione alle 14:00, alle 19:30 e a mezzanotte circa su RaiTre.

### Anni '90
Il 21 ottobre 1991 la testata Rai Regione cambiò nome in TGR, nello stesso periodo della nascita della TGS (Testata Giornalistica Sportiva, attualmente denominata Rai Sport) e del cambio di nome della TSP (Testata Servizi Parlamentari, ex Tribune, l'attuale Rai Parlamento). Il 13 marzo 1995 venne introdotta l'edizione delle 22:45. L'8 marzo 1999, la TGR venne inglobata insieme al TG3 e ai vari notiziari regionali nella testata Telegiornale 3 (abbreviata dapprima come T3 e poi nuovamente TG3).

### Anni 2000
Nel giugno 2002 la Rai decise di ridare autonomia ai notiziari regionali scorporandoli dal TG3 e rilanciò la TGR, affidando alla direzione all'ex conduttrice del TG1 Angela Buttiglione. Per un breve periodo, la sigla del telegiornale regionale fu basata su quella del TG3 nazionale (con un jingle diverso, la R al posto del 3 e la scritta TG REGIONE al posto di TELEGIORNALE 3), per poi utilizzare una veste grafica completamente nuova a partire dal 23 settembre 2002.
Dal 15 ottobre 2008 al 4 luglio 2012, in occasione dello switch-over al digitale terrestre in Italia, i telegiornali regionali realizzarono servizi o collegamenti dai centri di trasmissione Rai in tutta Italia.
Ogni edizione dei telegiornali regionali va in onda in simultanea dalle sedi regionali (oppure dai centri di produzione) della Rai: per esempio il TGR Lombardia va in onda dal centro di produzione Rai di Milano, il TGR Emilia-Romagna in onda dalla sede Rai di Bologna, il TGR Toscana viene trasmesso dalla sede Rai di Firenze, il TGR Sicilia dalla sede Rai di Palermo, il TGR Lazio prima dal centro di produzione Rai di Via Teulada (oggi intitolato a Raffaella Carrà), poi (dal 1991) dal centro di produzione Rai di Saxa Rubra, il TGR Puglia dalla sede Rai di Bari e così via. Fanno eccezione:
- il TGR Trentino-Alto Adige, in onda da due sedi Rai, quella di Bolzano e quella di Trento; nell'edizione delle 14:00 il telegiornale è uguale per tutta la regione, in quella delle 19:35 differisce la seconda parte (che presenta contenuti di carattere provinciale)[6], mentre nell'edizione della notte la trasmissione avviene in modalità separata con due edizioni distinte;
- il TGR Friuli Venezia Giulia, che va in onda da Trieste con collegamenti dalle redazioni di Udine, Pordenone e Gorizia. Rai Friuli Venezia Giulia, inoltre, trasmette alle 20:30, su una rete televisiva attiva solo in questa regione (Rai 3 BIS FJK), il telegiornale regionale in lingua slovena (TDD Furlanija Julijska Krajina) dedicato alla minoranza slovena presente nel territorio locale. Il TDD adotta sigla, grafica e studio identici al TGR italiano.

### Anni 2010
Nel gennaio 2014 iniziò il processo di rinnovamento tecnologico della struttura. Il primo telegiornale regionale a passare al formato d'immagine in 16:9 è stato quello del Trentino-Alto Adige, al quale seguirono, tra fine giugno e inizio luglio dello stesso anno, quelli delle altre regioni. Il processo di digitalizzazione partì invece il 25 luglio 2014 con il Molise, per riguardare successivamente la Lombardia (29 luglio), il Lazio (31 luglio), la Sicilia (18 dicembre), il Friuli Venezia Giulia (19 gennaio 2015) e così via. Nel 2017 venne completato il processo di digitalizzazione di tutti i telegiornali regionali, con l'abbandono definitivo dei vecchi supporti di registrazione e delle antiche tecnologie di produzione e trasmissione.
Dal 4 luglio al 21 settembre 2015 avvenne proprio un graduale processo di rinnovamento degli studi, della veste grafica, della sigla, del logo e del sito, iniziato dal Lazio (4 luglio), proseguito con l'Abruzzo (15 luglio), la Lombardia (21 luglio), la Campania (27 luglio), la Puglia e la Liguria (30 luglio), la Valle d'Aosta (3 agosto), il Piemonte (4 agosto), il Molise (7 agosto), il Trentino-Alto Adige (Bolzano e Trento, 11 agosto), la Basilicata (12 agosto), le Marche (26 agosto), l'Umbria (1º settembre), il Veneto e la Calabria (7 settembre), il Friuli-Venezia Giulia, la Toscana e l'Emilia-Romagna (14 settembre), la Sardegna (17 settembre) e conclusosi con la Sicilia (21 settembre).
Il 16 dicembre 2019, in occasione del 40º anniversario, la TGR ha rinnovato la propria sigla e la veste grafica, anche se logo e studi sono rimasti invariati.

### Anni 2020
Il 18 dicembre 2020, in occasione del passaggio in DVB-S2 satellitare dei canali Rai vengono inseriti tutti i TGR visibili su Tivùsat HD.
Il 24 novembre 2021 l'amministratore delegato Rai Carlo Fuortes annuncia la cancellazione dell'edizione notturna, divenuta effettiva a partire dal 9 gennaio 2022.
Il 3 maggio 2023, si conclude il passaggio all’alta definizione di Rai 3 al canale 3 e ai canali da 801 a 823 sul digitale terrestre solo durante la programmazione nazionale; progressivamente passano all'alta definizione i telegiornali e alcune rubriche di Lazio, Emilia-Romagna, Lombardia, Piemonte, Trentino, Veneto e Abruzzo.

## Edizioni
Il TGR va in onda tutti i giorni con due edizioni quotidiane, alle 14:00 e alle 19:35, al cui termine va in onda il meteo. Fino all'8 gennaio 2022 era presente anche un'edizione notturna, in onda alle 00:10 dal lunedì al venerdì (all'interno di TG3 Linea Notte) e alle 23:40 circa nel fine il sabato e la domenica per una durata di 4 minuti, poi cancellata su decisione dell’amministratore delegato della Rai, Carlo Fuortes; tale edizione, tuttavia, è stata mantenuta solo in Alto Adige e collocata alle 22:30, dopo il Tagesschau di Rai Südtirol in lingua tedesca, in quanto un provvedimento della regione a statuto speciale non consente di sopprimere appuntamenti informativi in assenza di apposite delibere.
Sul canale regionale Rai 3 BIS FJK (presente solo in Friuli-Venezia Giulia) va in onda il telegiornale regionale in lingua slovena (TDD), con edizione unica alle 20:30, replicata intorno alla mezzanotte su TV Koper-Capodistria (nell'ambito del progetto TV transfrontaliera) e in tarda serata da TV SLO 3, terza rete televisiva della televisione pubblica slovena RTV Slovenija.
Il TGR Valle d'Aosta / Vallée d'Aoste diffonde, nella stessa edizione unica alle 20:30, replicata intorno alla mezzanotte, notizie in lingua italiana e francese senza sottotitoli.
Le sedi regionali della Liguria, delle Marche, del Piemonte e della Campania propongono un prodotto noto come TG Itinerante (oppure TG in esterna): periodicamente (di solito una volta alla settimana) il telegiornale regionale viene trasmesso da una località nella regione, oppure effettua lunghi collegamenti in diretta.

## Rubriche

### Attuali

#### Nazionali
- Bellitalia: dedicata al patrimonio artistico e culturale italiano. Fino al 1987 era una rubrica del TG2 nota con il nome di Bella Italia. Questo programma va in onda da ottobre a maggio. Non va in onda da giugno a settembre.
- Buongiorno Italia: rotocalco prodotto a partire dal settembre 2010 dalla Testata Giornalistica Regionale con una panoramica sui fatti italiani e uno sguardo ai quotidiani. In onda dal lunedì al venerdì, dalle 6:59 alle 7:29. In apertura e chiusura del programma vengono trasmesse le previsioni del tempo. Questo programma viene trasmesso da settembre a fine giugno di ogni anno. Non va in onda in televisione da luglio e agosto.
- Estovest: rubrica dedicata alle regioni dei Balcani e dell’Europa orientale, va in onda dal 2002.
- Gli Amici Animali: rubrica dedicata al mondo animale, va in onda dal 2021.
- Il Settimanale: rotocalco d’attualità con inchieste e approfondimenti su temi sociali, economici, ambientali e culturali analizzati con la lente della 'periferia'. In precedenza veniva prodotto in autonomia dalle sedi regionali e ogni regione trasmetteva una propria versione distinta nel territorio di competenza, va in onda dal 1987 anche nel periodo estivo con il titolo Il Settimanale estate (conosciuto anche come L'Italia de Il Settimanale). Questo programma viene trasmesso da settembre a fine giugno di ogni anno. Non va in onda in televisione da luglio e agosto.
- Leonardo - Il TG della scienza e dell'ambiente: rubrica dedicata alla scienza, alla tecnologia e all'ambiente, nell'ottobre 2016 ha assorbito le tematiche di Ambiente Italia e la sua durata è stata portata da 10 a 15 minuti, va in onda dal 1992. Questo programma va in onda da ottobre a giugno. Non va in onda da  luglio e agosto.
- Mediterraneo: rubrica con servizi realizzati nei vari angoli dei Paesi del bacino del Mediterraneo, va in onda dal 1991 ed è co-prodotta dalla Rai con France 3 e RTVE.
- Mezzogiorno Italia: è simile alla rubrica Mediterraneo ma incentrata su temi legati al Sud Italia, va in onda dal 2017. Questo programma va in onda da ottobre a maggio. Non va in onda da giugno a settembre.
- Officina Italia: rubrica dedicata alle industrie e alle attività produttive nelle regioni italiane, va in onda dal 2015. Questo programma va in onda da ottobre a maggio. Non va in onda da giugno a settembre.
- Petrarca - Le parole della cultura: rubrica dedicata alla letteratura e alla cultura in generale, va in onda dal 2016. Questo programma va in onda da ottobre a maggio. Non va in onda da giugno a settembre.
- Piazza Affari: è un approfondimento economico, con collegamenti dalla Borsa di Milano, va in onda dal 2011.
- RegionEuropa: rubrica dedicata al rapporto tra le regioni e l’Unione europea, va in onda dal 2003. Dal 2023 va in onda anche su Rai Radio 1 la domenica alle 7:15. Questo programma va in onda da ottobre a maggio. Non va in onda da giugno a settembre.
- Giubileo - Cammini di speranza: in onda da dicembre 2024 in vista del Giubileo ordinario della speranza indetto da Papa Francesco e proseguito con Papa Leone XIV.

#### Regionali
- Almanacco, A riveder le stelle, Café littéraire, Come eravamo, Dal vostro inviato, Grand Format, L'Astrusario, Le adozioni della settimana, L'Europa e noi, Messager agricole, Saison cinéma, Remèdes, Un mot pour tous: in onda all’interno del TG della Valle d'Aosta. Alcune rubriche sono in lingua italiana mentre altre in lingua francese.
- Buongiorno Regione: prodotto dalla Testata Giornalistica Regionale della Rai, va in onda, dal lunedì al venerdì, dalle 7:30 alle 8:00. La trasmissione cominciò il 20 ottobre 2008 solo per Piemonte, Lombardia, Lazio e Campania per poi estendersi a tutte le altre regioni dal 19 gennaio 2009. Il programma è prodotto autonomamente dalle sedi regionali della Rai; pur differenziandosi in ogni edizione regionale, la scaletta segue comunque un'impostazione comune: in apertura viene letto il bollettino meteorologico regionale, per poi passare agli approfondimenti legati all'attualità del territorio. A seguire vi è in genere una pagina culturale, una breve edizione del telegiornale in L.I.S. mentre in conclusione viene riletto il bollettino meteorologico e vi sono varie rubriche locali. Questo programma viene trasmesso da settembre a fine giugno di ogni anno. Non va in onda in televisione da luglio e agosto.
- Basket Regione: in onda dal 2020 ogni martedì all'interno del TG dell'Emilia-Romagna.
- Il cittadino digitale, Nastro magnetico, Parole d'Amore, Generazione Z in cucina, La macchina del tempo, Storie di sport, Sottoscala, Fermata D'Autobus, Prospettive, Buongiorno Sport: rubriche in onda all’interno del TGR dell'Abruzzo.
- Break in Libreria: dal 2010 va in onda ogni sabato all'interno del TG della Puglia.
- Calcio d'Angolo: è trasmessa dal 2016 all'interno del TG della Toscana.
- Decameron: in onda dal 2016 all'interno del TG della Calabria.
- Elzeviro: rubrica di storia in onda dal 2016 all'interno del TG della Calabria.
- Estate Decameron: nata nell'estate 2016 all'interno dei TG della Calabria e della Liguria, solo durante il periodo estivo.
- Il nostro Weekend: in onda all'interno del TG del Lazio durante il periodo estivo.
- Lo scaffale: rubrica dedicata ai libri in uscita in libreria, in onda all'interno dei TG delle Marche e del Lazio.
- Il Leggilibri: rubrica dedicata ai libri in uscita in libreria, in onda all'interno del TG della Campania.
- Notti d'estate: è uno spazio all'interno del TG del Lazio in onda durante il periodo estivo.
- Rai Meteo Regionale: trasmette le previsioni meteorologiche delle singole regioni, trasmesse subito dopo il telegiornale. È curato da Rai Meteo, dal 2018.
- Spazio Libri: in onda all'interno di Buongiorno Regione dell'Umbria.
- Sport Regione: è andato in onda in tutti i TG regionali per moltissimi anni con il nome di TGR Sport; dal 2016 va in onda solo nei TG della Calabria e della Campania. Dal 2024 nel telegiornale della Calabria torna a chiamarsi TGR Sport.
- Sportello Salute: in onda dal 2009 all'interno del TG del Lazio. è a cura di Paola Aristodemo.
- TG Itinerante: in onda all'interno dei TG della Liguria, delle Marche, del Piemonte, della Campania e dal 2023 (solo nel periodo estivo) della Sicilia.
- Sport: in onda all’interno del TG della Sicilia.
- I nostri soldi: inizialmente era una rubrica nazionale, attualmente va in onda all'interno di Buongiorno Regione della Calabria.
- Buone notizie: in onda all'interno di Buongiorno Regione della Liguria.
- Qua la zampa: in onda dal 18 dicembre 2023 all’interno di Buongiorno Regione della Calabria.
- Dove si va?: in onda il venerdì all’interno di Buongiorno Regione della Calabria.
- In libreria: in onda all’interno del TG della Lombardia.
- Weekultura: in onda all’interno di Buongiorno Regione della Lombardia.
- Il cartellone della settimana: in onda il venerdì all’interno di Buongiorno Regione della Toscana.
- Vita nei campi: in onda all’Interno del telegiornale e del Giornale Radio del Friuli Venezia Giulia.

### Cessate
NOTA: I nomi delle rubriche segnati con l'asterisco (*) sono quelle a diffusione regionale (tutte le altre sono a diffusione nazionale).
- Ambiente Italia (1990-2016): le tematiche trattate in questa rubrica vennero assorbite nell'ottobre 2016 da Leonardo (con il sottotitolo "Il TG della scienza e dell'ambiente").
- Buongiorno Europa (2002-2010).
- Expo Week - Un mondo di regioni (2015): andava in onda ogni sabato durante il periodo dell'Expo di Milano.
- L'Italia de Il Settimanale: versione estiva della rubrica Il Settimanale che ripropone i migliori servizi dell'ultimo anno.
- Levante (1991-2010), assorbito da Estovest, con il sottotitolo "Sguardo a Levante".
- Montagne (2006-2013): dal 2006 al 2013 veniva trasmessa su Rai 2, nel 2013 venne spostato su Rai 5.
- Neapolis (1999-2010): rotocalco che trattava di nuove tecnologie e media. Trasmesso dopo il TG3 delle 14:30, dal Centro di produzione Rai di Napoli con una durata di circa 10 minuti, era condotta dagli stessi redattori del TGR Campania, fra cui l'ideatore Antonello Perillo. Nel 2010 il direttore del TGR Alberto Maccari ne decise la chiusura, non senza proteste[11][12].
- Prodotto Italia (2010-2015): rubrica sostituita da Officina Italia.
- Regioni e Ragioni del Giubileo (2015-2016): andato in onda in occasione del Giubileo straordinario della misericordia proclamato da papa Francesco.
- Soldi Nostri
- TGR Meteo (1987-2018)*: sostituito da Rai Meteo Regionale.
- Economia e lavoro